# Видоласко (Кремона)
Видоласко је насеље у Италији у округу Кремона, региону Ломбардија.
Према процени из 2011. у насељу је живело 439 становника. Насеље се налази на надморској висини од 98 м.